# 名和青朗
名和 青朗（なわ せいろう、1915年3月2日 - 1979年1月4日）は、日本の放送作家、劇作家。本名は津久井柾章（つくい まさあき）。また、名和左膳の筆名もある。

## 経歴
東京出身。1938年日本大学芸術科卒業。1946年ひまわり社に入社し、雑誌『それいゆ』の編集者を務めた後、1950年より牧野英二が創刊した『別冊モダン日本』の編集者となる。他の編集者には吉行淳之介がいた。翌年13号まで発刊したのち、牧野が出資者と対立して廃刊となる。その後、石坂幸男によって設立された三世社で、牧野・吉行・名和の三人を中心として1952年2月から月刊誌「読切倶楽部」を創刊する。この「読切倶楽部」では名和左膳の筆名で主に漫才を執筆している。
その後ラジオ番組の脚本を執筆するようになり、親しかった江戸家猫八・三遊亭小金馬・一龍斎貞鳳を誘ってNHKに売り込み、1955年秋からラジオの公開番組「お笑い三人組」が開始された。途中からテレビ放映されるようになり、1966年3月に終了するまで10年以上続く長寿番組となった。他に「蝶々のしゃぼん玉人生」「セールスマン水滸伝」「やじきた志ん幹線」「なんでも110番」など数多くのコメディドラマを執筆。
2006年6月9日にNHK衛星第2で放映された「週刊お宝TV」では「お笑い三人組」を取り上げ、妻の津久井貴久子が出演した。

## テレビ脚本
テレビ脚本については「テレビドラマデータベース」に「名和青朗」と入れて検索した結果を元にしている。
- お笑い三人組（NHK、ラジオ1955年-1960年、テレビ1956年-1966年）[6]
- 蝶々のしゃぼん玉人生（ラジオ東京、1958年-1960年）
- あっぱれ蝶助　無茶修業（フジテレビ、1958年-1959年、脚本は他に志磨八郎）[7]
- セールスマン水滸伝（フジテレビ、1959年-1961年、脚本は他に山下与志一、藤田秀弘）
- マラソン人生（フジテレビ、1962年）
- いかすぜ珍商売（フジテレビ、1963年-1966年？、脚本は他に酒井俊）[8]
- やじきた志ん幹線（TBS、1966年、脚本は他に大西信行）
- なんでも110番（フジテレビ、1966年-1967年、脚本は他に大西信行）

## テレビ脚本・単発
- 天才児現わる（NHK、1954年7月2日、番組名「お好み風流亭」）
- 許婚上京す（NHK、1954年9月3日、番組名「お好み風流亭」）
- 嘘つき病院（NHK、1954年11月15日、番組名「お好み風流亭」）
- 押売御無用（NHK、1955年7月27日）
- みんな揃っておめでとう―東京産経ホール―（NHK、1958年1月3日、番組名「新年子供大会」）
- ノンビリ先生とセッカチ先生（NHK、1958年5月5日）
- お笑い曽我物語（NHK、1959年1月1日）
- 蝶々のしゃぼん玉人生　四つの恋の物語（NHK、1960年1月1日）[9]
- 俺はラッキーだ！（フジテレビ、1960年1月1日、番組名「初笑いバラエティショウ」）
- 五人の若さま（NHK、1960年5月5日）
- 初笑い酔虎伝（NHK、1962年1月2日）
- 1/5の幸福（日本テレビ、1964年2月1日）
- 禁酒宣言（日本テレビ、1964年12月21日、番組名「夫婦百景」第346回）
- 初夢かついで東海道（NHK、1965年1月1日）
- この忙しいのに…（NHK、1965年12月19日、番組名「家庭劇場」第36回）
- ぽてとふらい（日本テレビ、1966年5月31日、番組名「夫婦百景」第358回）
- 勢ぞろい清水港（日本テレビ、1966年、2話を担当？）

## 創作落語
- めでたい仲間（別冊宝石34号「新作捕物帳」、1954年1月）
- 捕物小僧（別冊宝石36号「新作捕物帳」、1954年4月）
- 夫婦どろ（別冊宝石40号「江戸好色捕物帳」、1954年9月）
- 病気を楽しむ男（第1回創作落語会、1962年9月29日、演：三遊亭小金馬）

## 作詞
- お笑い三人組（歌：三遊亭小金馬・一龍齋貞鳳・江戸家猫八、作曲：土橋啓二、1956年頃？）
- みんみんミゼットの歌[注釈 3]（歌：楠トシエ、作曲：土橋啓二、1957年頃？）
- 彼奴ばかりがなぜもてる[注釈 4]（歌：渥美清、作曲：土橋啓二、1962年）
- 恋すれど恋すれど物語（歌：渥美清、作曲：土橋啓二、1963年）
- もててもてて困ってしまう（歌：渥美清、作曲：土橋啓二、1963年）
- やじきた志ん幹線（歌：古今亭志ん朝・谷幹一、作曲：宇野誠一郎、1966年）
- 俺がやらなきゃ誰がやる（歌：東京ぼん太、作・編曲：土橋啓二、1971年）

## 映画原作
- お笑い三人組（日活、1958年6月）
- お笑い三人組　泣き虫弱虫かんの虫の巻（新東宝、1961年4月）
- お笑い三人組　怪しい奴にご用心（新東宝、1961年5月）

## その他・漫画原作など
- あのじのはなし（著：なわせいろう、絵：くめこういち、青葉書房、1957年）
- かるたあそび（著：なわせいろう、青葉書房、1958年）
- お笑い三人組 猛犬にご注意（原作：名和青朗、絵：磯島しげじ、集英社、1958年）
- 忍術きえ太郎（原作：名和青朗、作：宮坂栄一、日の丸、1959年頃？）
- 板チョコ天使（原作：名和青朗、絵：しのだひでお、講談社、1959年-1960年）
- 三平くん（原作：名和青朗、絵：やまねたかし、講談社、1960年-1961年）